# Estadio Morelos
Het Estadio Morelos is een multifunctioneel stadion in Morelia, een stad in Mexico. In het stadion is plaats voor 41.056 toeschouwers.

## Naam
De volledige naam van het stadion is Estadio Generalísimo José María Morelos y Pavón. Het is vernoemd naar José María Morelos (1765–1815),  een van de leiders gedurende de Mexicaanse Onafhankelijkheidsoorlog. De bijnaam van het stadion is 'El Coloso del Quinceo'.

## Historie
Voor de bouw van het stadion maakte de club Atlético Morelia, zoals de club Monarcas Morelia toen heette, gebruik van het Venustiano Carranzastadion. In 1984 begon met de grond af te graven voor de bouw van dit stadion. De bedoeling was dat dit stadion gebruikt zou worden voor het wereldkampioenschap voetbal van 1986. Er waren echter problemen met de grond waardoor de bouw van het stadion vertraging opliep. Daardoor kwam het wereldkampioenschap van 1986 te snel. Het bouwen, wat later hervat werd, duurde uiteindelijk anderhalf jaar en werd voltooid in 1989. De openingswedstrijd was op 9 april 1989 met een wedstrijd tussen Morelia tegen América. Kleine renovaties vonden daarna nog plaats in 2002, 2004 en 2005.

## Gebruik
Het stadion wordt vooral gebruikt voor voetbalwedstrijden, de voetbalclub Monarcas Morelia maakt gebruik van dit stadion. In 2011 werden er in dit stadion wedstrijden gespeeld tijdens het wereldkampioenschap voetbal onder 17. In dit stadion werden 6 groepswedstrijden, een achtste finales en een kwartfinale gespeeld. Verder speelde ook het Mexicaanse voetbalelftal een keer een internationale wedstrijd in dit stadion.

### Internationale wedstrijd
| No. | Datum           | Wedstrijd          | Uitslag | Toernooi          |                  |
| --- | --------------- | ------------------ | ------- | ----------------- | ---------------- |
| 1.  | 24 januari 2001 | Mexico – Bulgarije | 0–2     | Vriendschappelijk | Onderlinge duels |